# 十六字心传
十六字心传，又称十六字心法、虞廷十六字、虞廷十六字诀，即“人心惟危，道心惟微；惟精惟一，允执厥中。”四句十六字。出自古文《尚书·大禹谟》。

## 历史
《荀子·解蔽》：“故《道经》曰：‘人心之危，道心之微。’危微之幾，惟明君子而后能知之。”
《尚书·大禹谟》中，舜对禹传授了“人心惟危，道心惟微，惟精惟一，允执厥中”等教导。
《伪古文尚书》曰：“危则难安，微则难明，故戒以精一，信执其中。”孔颖达疏云：“（帝）因戒以为君之法：民心惟甚危险，道心惟甚幽微。危则难安，惟则难明，汝当精心，惟当一意，信执其中正之道，乃得人安而道明耳。”又云：“道者，径也。物所从之路也。因言‘人心’，遂云‘道心’，人心为万虑之主，道心为众道之本，立君所以安人，人心危则难安，安民必须明道，道心危则难明。欲将明道，必须精心，将欲安民，必须一意。故以戒精心一意，又当信执其中，然后可得明道而安民也。”
《朱子全书》卷三六《答陈同甫》云：“所谓‘人心惟危，道心惟微，惟精惟一，允执厥中’者，尧舜禹相传之密旨也。夫人自有生而梏于形体之私，则固不能无人心矣。然而必有得于天地之正，则又不能无道心矣。”《四书章句集注》：“《中庸》何为而作也？子思子忧道学之失其传而作也。盖自上古圣神继天立极，而道统之传有自来矣。其见于经，则‘允执厥中’者，尧之所以授舜也；‘人心惟危，道心惟微，惟精惟一，允执厥中’者，舜之所以授禹也。”朱熹由此将十六字发挥为“孔门传授心法”。
清代考据学家阎若璩作《尚书古文疏证》，专门证明孔安国传古文《尚书》为伪书，《大禹谟》也属于《伪古文尚书》。阎若璩此后受到广泛赞同，十六字心传便被一并推倒。